# Псевдас
Псевда̀с (на гръцки: Ψευδάς) е село в Кипър, окръг Ларнака. Според статистическата служба на Република Кипър през 2001 г. селото има 1025 жители.
Намира се на 4 km източно от Мосфилоти.